# Seizo Sugawara
Seizo Sugawara (ou Seizô Sugawara, Seizo Sougawara), né le 29 janvier 1884 à Sakata-Machi au Japon et mort le 12 avril 1937 à Cernay-la-Ville en France, est un maître laqueur et sculpteur d'origine japonaise naturalisé français.
Il est notamment connu pour être l'initiateur de la technique traditionnelle de la laque asiatique, plus particulièrement de la laque japonaise, auprès de Jean Dunand et Eileen Gray, figures du mouvement Art Déco.

## Biographie

### Premières années au Japon
Né dans la ville de Sakata dans la préfecture de Yamagata, sous le nom de Seizô Hiraoka, il est le fils de Yokichi Hiraoka. Il est adopté par la famille de Jinemon Sougawara dont il prend le nom de famille, à la suite de cet évènement.
Il commence son apprentissage dans le travail du bois et de la menuiserie à Kawase-ya, une boutique et usine de meubles administrées par Ukichi Maruyama. Parallèlement, il est initié à la laque. En septembre 1901, il est admis à l’école des Beaux-Arts de Tokyô où il suit les cours de laque dispensés par le laqueur Icchô Kawanabe. Sa formation dure plusieurs années, cependant il en ressort non diplômé.
Accompagné par un de ses professeurs de laque, Shôka Tsujimura (aussi connu sous le nom de Nobutaro), Sugawara quitte le Japon pour la France, en embarquant au port de Yokohoma, à la demande de l’orfèvre-bijoutier Lucien Gaillard.

### Arrivée en France
Après plusieurs semaines de voyage, Sougawara et son professeur arrivent à Paris au début de l’année 1906, dans l'atelier de Lucien Gaillard. Lucien Gaillard, orfèvre parisien, intéressé par les vernis, patines et alliages et empreint de la mode japoniste, favorise la venue d'artisans japonais. En effet, depuis l'Exposition universelle de 1900 à Paris, l'école des Beaux-Arts de Tokyo facilite les échanges artistiques par l'envoi d’étudiants et professeurs japonais vers la capitale des arts. Sugawara et Tsujimura sont donc employés chez Lucien Gaillard pour appliquer et transmettre la technique de la laque.
La collaboration avec Lucien Gaillard s'achève en juillet 1910, mais celui-ci continue de produire des objets en laque de son côté. Pendant ces années, Sougawara loge dans le quartier de la rue du Théâtre.

### Rencontre et collaboration avec Eileen Gray
En 1907, Sougawara rencontre l'irlandaise Eileen Gray, fraîchement installée à Paris, au 21, rue Bonaparte. Formée auprès de Charles Dean, restaurateur d'œuvres, à Londres, Gray recrute Sougawara afin d’améliorer ses connaissances et sa pratique de la laque ; débute ainsi leur collaboration qui durera plus d’une vingtaine d’années.
En 1910, alors qu'elle ouvre un atelier de tissage, rue Visconti, Gray inaugure parallèlement un atelier dédié à la laque au 11, rue Guénégaud, avec l'entremise de Sougawara. De nombreux objets en laque vont être réalisés à travers cette collaboration, notamment à la demande du créateur Jacques Doucet, ou encore la réalisation de l'appartement du 11, rue de Lota pour Madame Mathieu Lévy. En 1915, en pleine guerre mondiale, Gray et Sougawara s'exilent à Londres et ouvrent un atelier dans le quartier de Chelsea. Le manque de clientèle les oblige à revenir deux ans plus tard, en 1917, à Paris.
En 1922, Eileen Gray ouvre sa galerie Jean Désert, rue du Faubourg-Saint-Honoré, en association avec Sougawara.
C'est au sein de l'atelier de laque, qui emploie jusqu'à une vingtaine de personnes, que Sougawara rencontre sa future épouse : Marcelle-Eugénie Salvador, jeune femme engagée à l’âge de 16 ans en qualité de polisseuse. Ils se marient en 1924. De leur union naît, quelques années plus tard, une petite fille.
La galerie Jean Désert ferme définitivement ses portes en 1930, ainsi que l’atelier de laque au 11, rue Guénégaud. Cette fermeture met un terme à la collaboration entre Gray et Sougawara.

### Des années trente à la fin de carrière
Si Eileen Gray délaisse la laque pour se consacrer à d’autres projets, Sougawara continue son activité de laqueur. Il est installé au 8, rue Crocé-Spinelli, dans le 14e arrondissement de Paris, en 1932.
Il expose à plusieurs salons dont celui des Artistes japonais et celui des Artistes indépendants.
Sa carrière se termine sous la protection du baron Henri de Rothschild qui lui aménage un atelier de laque dans sa propriété de l’abbaye des Vaux-de-Cernay. Il est alors chargé de l’entretien de la collection de laques du baron.
Il meurt le 12 avril 1937, à Cernay-la-Ville.

## Carrière artistique

### Entourage et salons
Dès son arrivée à Paris, Sougawara s'intègre à une communauté d’artistes japonais installés dans la capitale française, dont certains sont également employés au sein de l’atelier de Gaillard. Sougawara va donc côtoyer des artistes comme le peintre Foujita. Il participe en sa compagnie au Salon des artistes japonais en 1929.
Sougawara participe également au Salon des indépendants en 1927, 1930, 1931.
Bien que sa collaboration se soit terminée avec Eileen Gray, Sougawara a pu profiter du réseau de l’artiste dont les contacts de Marthe Régnier, la designer Eyre de Lanux ou encore Evelyn Wild, ancienne associée de Gray.

### Transmission
Connu comme l'instigateur de la laque auprès d’Eileen Gray, Sugawara a également formé d'autres artistes à cette technique, dont le dinandier et sculpteur Jean Dunand. Par le contact d’Eileen Gray, Dunand et Sugawara se réunissent en 1912, Dunand cherchait alors à mieux connaître le secret des patines japonaises. La première leçon a lieu le 16 mai 1912. Au mois de juillet 1912, l’apprentissage de Dunand cesse après treize leçons qu’il a soigneusement notées dans son cahier. La transmission de Sugawara marque un tournant dans la carrière de Dunand, qui à partir des années 1920, développera ses créations autour de ce médium.
Par réciprocité, Sugawara présente à Gray, en 1919, l’ébéniste japonais Kichizô Inagaki, socleur pour les œuvres de Rodin, qu’il a rencontré lors de son passage dans l’atelier de Gaillard. Celle-ci l’engage un temps dans ses ateliers.
En 1928, Sugawara accueille un élève japonais, Katsu Hamanaka, arrivé quelques années auparavant à Paris. Celui-ci vient se perfectionner aux enseignements de la laque dont il a appris la technique au Japon.

## Œuvres
- 1910-1920 : Cendrier et boîte à cigarettes, laque, collection particulière[16].
- Circa 1913 : Eileen Gray et Seizo Sugarawa, Le Magicien de la nuit, Laque de Chine et laque rouge et noire, collection particulière[17].
- 1914-1915 : Sugawara Seizô, Inagaki Kichizo, Gray Eileen, Chevet, laque, bois, albâtre, 70.49 × 50.8 × 30,48 cm, Richmond, Virginia USA, Virginia Museum of Fine Arts, Collection Decorative Arts After 1890, Inv. 85.115[18].
- Circa 1918 : Eileen Gray et Seizo Sugarawa, Clair de lune, bas-relief, Bois laqué, collection particulière[17].
- Circa 1920 : Boîte en forme d’aubergine, laque, collection particulière[16].
- Circa 1919-1922 : Sugawara Seizô, Inagaki Kichizô, Sculpture en pin représentant une tête à visage androgyne africanisant, laque marron, socle pyramidal à terrasse, biseauté aux angles et tronqué en hauteur, en chêne teinté noir finement vernis, collection particulière[19].
- 1926 : Tête de femme, bois laqué et sculpté, collection particulière[16].

## Enchères
Le 8 mars 2019, une sculpture laquée représentant une tête androgyne en pin signée Sugawara dont le socle serait attribué à Kichizô Inagaki, a été vendue par la maison Gros & Delettrez pour la somme de 104 000 €.